# Quattro candide canaglie
(G. K. Chesterton, Quattro candide canaglie, Il ladro estatico, IV. I problemi dell'investigatore Price)
Quattro candide canaglie (Four Faultless Felons) è una raccolta di quattro racconti dello scrittore inglese G. K. Chesterton, pubblicata per la prima volta nel 1930. 
I racconti, contornati da un prologo e un epilogo, narrano le storie di quattro uomini accomunati dall'avere in apparenza compiuto un crimine che poi, nello svolgersi della vicenda, si scopre non essere avvenuto nel senso proprio e consueto del termine. I reati in questione sono assassinio, frode, furto e tradimento.

## Edizioni
- G. K. Chesterton, Quattro candide canaglie, a cura di Stefano Manferlotti, traduzione di Stefano Manferlotti, Napoli, Guida, 1991.